# Мантинео (Вибо Валенција)
Мантинео је насеље у Италији у округу Вибо Валенција, региону Калабрија.
Према процени из 2011. у насељу је живело 289 становника. Насеље се налази на надморској висини од 291 м.